# Ravneš
Ravneš falu Horvátországban Belovár-Bilogora megyében. Közigazgatásilag Šandrovachoz tartozik.

## Fekvése
Belovár központjától légvonalban 14, közúton 18 km-re keletre, községközpontjától légvonalban 5, közúton 6 km-re délre, a Bilo-hegység déli lejtőin, a Miklenska-patak bal partján fekszik.

## Története
A falu területe a 17. századtól népesült be, amikor a török által elpusztított, kihalt területre folyamatosan telepítették be a keresztény lakosságot. 1774-ben az első katonai felmérés térképén „Dorf Ravnes” néven találjuk. A település katonai közigazgatás idején a szentgyörgyvári ezredhez tartozott.
Lipszky János 1808-ban Budán kiadott repertóriumában „Ravnes” néven szerepel. Nagy Lajos 1829-ben kiadott művében „Ravnes” néven 70 házzal, 7 katolikus és 424 ortodox vallású lakossal találjuk.
A katonai közigazgatás megszüntetése után Magyar Királyságon belül Horvát–Szlavónország részeként, Belovár-Kőrös vármegye Belovári járásának része volt. 1857-ben 193, 1910-ben 372 lakosa volt. Az 1910-es népszámlálás szerint a falu lakosságának 63%-a szerb, 32%-a horvát anyanyelvű volt. 1918-ban az új Szerb-Horvát-Szlovén Állam, majd később Jugoszlávia része lett. 1941 és 1945 között a németbarát Független Horvát Államhoz, majd a háború után a szocialista Jugoszláviához tartozott. 1991-től a független Horvátország része. 1991-ben lakosságának 57%-a horvát, 25%-a szerb nemzetiségű volt. 2011-ben 117 lakosa volt, akik főként mezőgazdasággal foglalkoztak.

## Lakossága
| Lakosság változása | Lakosság változása | Lakosság változása | Lakosság változása | Lakosság változása | Lakosság változása | Lakosság változása | Lakosság változása | Lakosság változása | Lakosság változása | Lakosság változása | Lakosság változása | Lakosság változása | Lakosság változása | Lakosság változása | Lakosság változása |
| ------------------ | ------------------ | ------------------ | ------------------ | ------------------ | ------------------ | ------------------ | ------------------ | ------------------ | ------------------ | ------------------ | ------------------ | ------------------ | ------------------ | ------------------ | ------------------ |
| 1857               | 1869               | 1880               | 1890               | 1900               | 1910               | 1921               | 1931               | 1948               | 1953               | 1961               | 1971               | 1981               | 1991               | 2001               | 2011               |
| 193                | 205                | 234                | 320                | 412                | 372                | 425                | 410                | 369                | 361                | 385                | 295                | 247                | 200                | 156                | 117                |

## Egyesületek
Az önkéntes tűzoltó egyesületet 1977-ben alapították.